# Veh
Veh est une localité située dans le département de Lâ-Todin de la province du Passoré dans la région Nord au Burkina Faso.

## Géographie
Veh se trouve à 7 km au sud-ouest du centre de Lâ-Todin, le chef-lieu du département, et à 35 km au sud-ouest de Yako, le chef-lieu de la province.

## Santé et éducation
Le centre de soins le plus proche de Veh est le centre de santé et de promotion sociale (CSPS) de Kalamtogo tandis que le centre médical avec antenne chirurgicale (CMA) de la province se trouve à Yako.
Veh possède une école primaire publique.